# Alexarasniidae
Alexarasniidae (лат.) — ископаемое семейство насекомых из отряда эмбии (Embiodea). 4 рода, обнаруженных в пермских и триасовых отложениях (259,9—228,0 млн лет назад) на территории Европы (Россия и Франция) и Азии (Кыргызстан).

## Описание
Небольшие насекомые, размер крыльев около 1 см. Структура тела неизвестна, так как описание сделано только по отпечаткам крыльев. Жилки R, M, CuA разветвляются около основания; RA, MP, MA простые или с короткой вилкой; CuA имеет до 8 ветвей; развиты 2—3 анальные жилки, прозрачные линии между жилками и радиальный кровяной синус.

## Систематика
Древняя группа крылатых насекомых, жилкование крыльев у которых настолько необычно, что их останки не удалось отнести сразу ни к одному из известных, как современных, так и вымерших отрядов из подкласса крылатых насекомых. Предварительно новую группу отнесли к Polyneoptera, в пределах которой имеют сходство с вымершим семейством Chresmodidae из юрского и мелового периодов.
Дальнейшие исследования, проведённые в 2015 году российским палеоэнтомологом Дмитрием Щербаковым (ПИН РАН, Москва), расширили объём семейства и прояснили его филогенетическое положение. С 2015 года его относят к отряду эмбии, в составе которых из-за наличия нескольких уникальных признаков (например, прозрачные линии между жилками, радиальный кровяной синус) выделено в отдельный монотипический подотряд Palembiodea.
- Подсемейство Alexarasniinae Gorochov, 2011
  - Род Alexarasnia Gorochov, 2011
    - Alexarasnia limbata Aristov, 2017 — пермский период (Россия, Вологодская область)
    - Alexarasnia rossica Gorochov, 2011 — пермский период (Россия, Вологодская область)

  - Род Nikolembia Shcherbakov, 2015
    - Nikolembia kusnezovi Shcherbakov, 2015 — пермский период (Россия, Кемеровская область)
- Подсемейство Nestorembiinae Shcherbakov, 2015
  - Род Nestorembia Shcherbakov, 2015
    - Nestorembia novojilovi Shcherbakov, 2015 — триасовый период (Кыргызстан)[4]
    - Nestorembia shcherbakovi Aristov, 2017 — триасовый период (Кыргызстан)

  - Род Palaeomesorthopteron Aristov et al., 2011[6]
    - Palaeomesorthopteron pullus Aristov et al., 2011 — триасовый период (Франция)

## Этимология
Название семейства происходит от типового рода Alexarasnia, который в свою очередь был назван в честь крупного российского палеонтолога и энтомолога профессора Александра Павловича Расницына (Палеонтологический институт РАН, Москва). Первое описание сделал российский энтомолог Андрей Горохов (Andrej V. Gorochov, Санкт-Петербург, Зоологический институт РАН).